# Cricotopus tricinctellus
Cricotopus tricinctellus är en tvåvingeart som beskrevs av Maurice Emile Marie Goetghebuer 1934. Cricotopus tricinctellus ingår i släktet Cricotopus och familjen fjädermyggor.
Artens utbredningsområde är Kongo. Inga underarter finns listade i Catalogue of Life.